# هدسون هورنيت

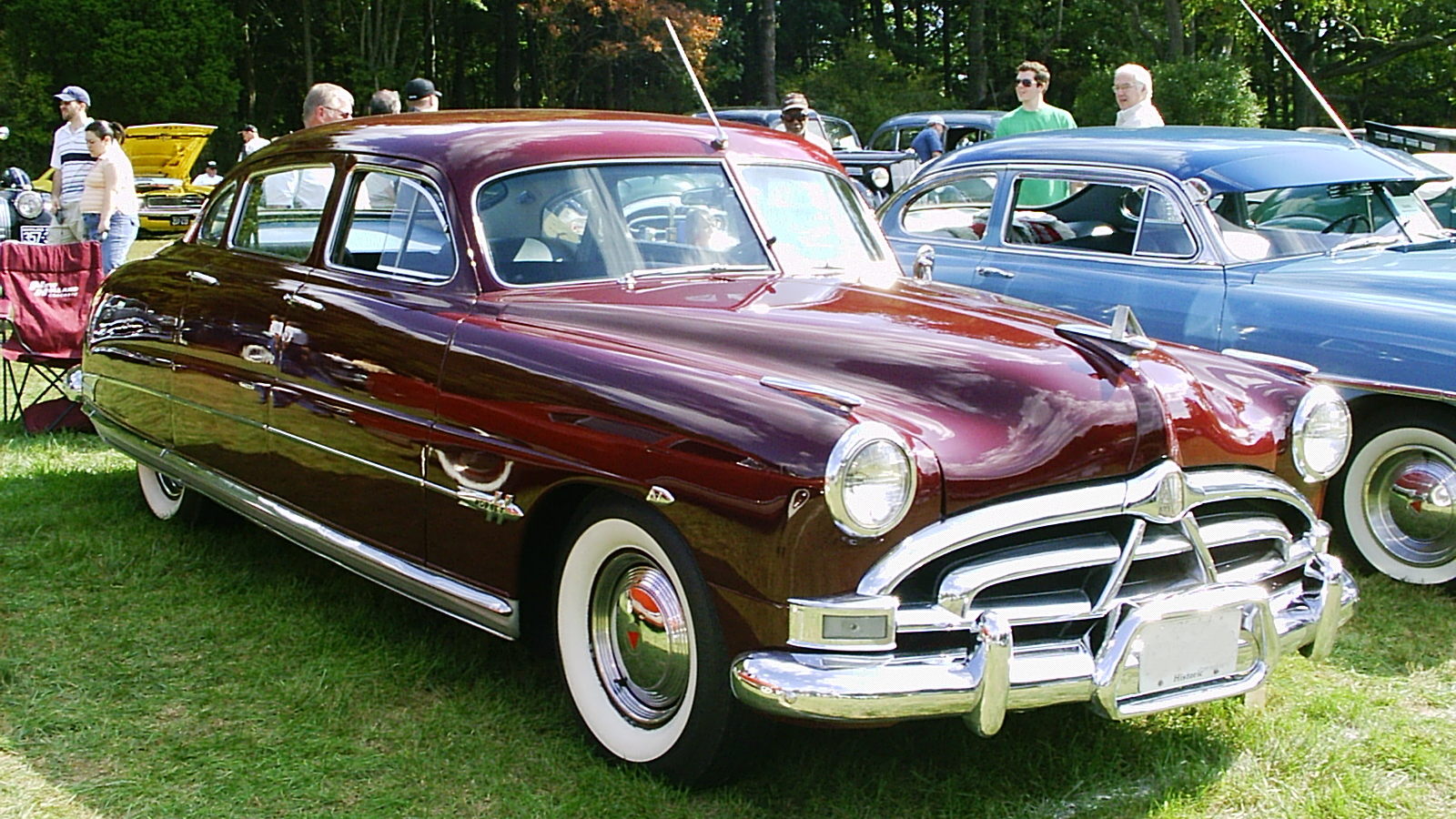
الجيل الأول من سيارة هدسون هورنيت

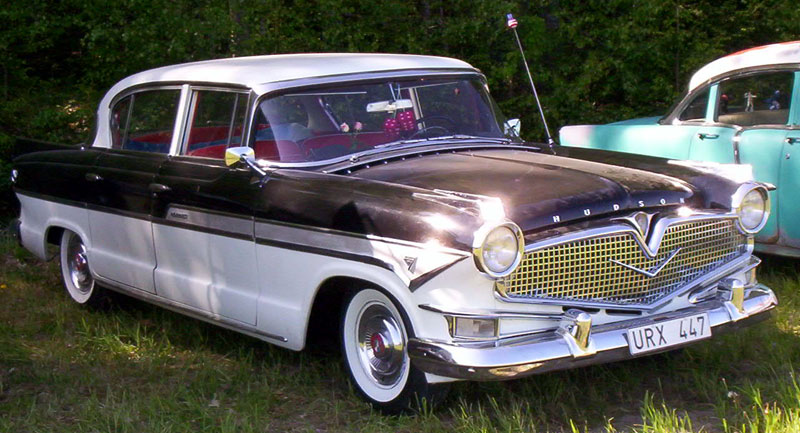
الجيل الثاني

هدسون هورنيت (بالإنجليزية: Hudson Hornet)‏ سيارة قامت بإنتاجها شركة هدسون للسيارات بين عامي 1950 - 54، ثم أنتجتها شركة أيه إم سي بين عامي 1955 - 57.
تميز الجيل الأول من سيارات هدسون هورنتس بتصميم وظيفي "متدرج" مع أرضية منسدلة وهيكل ذو مركز ثقل أقل من السيارات المعاصرة مما ساعد السيارة على التعامل بشكل جيد - وهي ميزة للسباق. تم إبراز المظهر السفلي والأكثر أناقة لـهورنيت من خلال التصميم الانسيابي، والذي يُطلق عليه أحيانًا التصميم "العائم".
بعد اندماج شركة AMC في عام 1954، تم تصنيع سيارات هدسون على خط تجميع المصنع الأحدث لشركة Nash Statesman.